# Luigi Volpicella
Luigi Volpicella, patrizio di Giovinazzo (Napoli, 30 gennaio 1864 – Napoli, 18 novembre 1949), è stato un archivista, storico e araldista italiano.

## Biografia
Figlio di Scipione, primo bibliotecario della Biblioteca nazionale di Napoli dopo l'unità d'Italia, studiò al convitto nazionale Vittorio Emanuele e nel 1886 si laureò in giurisprudenza a Napoli.
Fu "alunno" dell'archivio di Stato di Napoli, in cui ebbe come maestro Bartolomeo Capasso e dove nel 1892 entrò come archivista effettivo. Parallelamente al lavoro di archivista si dedicò alle ricerche storiche, che coltivò tutta la vita.
Nel 1908 si trasferì a Lucca come direttore di quell'archivio, dove produsse importanti lavori archivistici, e nel 1918-1919 divenne sovrintendente dell'archivio di Stato di Genova.
Nel 1929 andò in pensione per raggiunti limiti d'età e tornò a Napoli, dove continuò per altri vent'anni le ricerche e gli studi che tanto lo appassionavano.
Aveva sposato nel 1884 Maria Franco, dalla quale aveva avuto sei figli.

## Rilevanza
Il filone delle ricerche storiche, soprattutto all'inizio della sua carriera, lo portò a contatto di diversi studiosi, tra cui Benedetto Croce che cominciava allora i suoi studi, in particolare quelli sulla rivoluzione napoletana del 1799, non a caso oggetto di pubblicazioni di entrambi.
Un aspetto molto importante è la pubblicazione di materiale inedito, che poté finalmente essere di utilità per studiosi e ricercatori, tanto di tipo storico quanto più prettamente archivistico o araldico.
La sua opera più consistente è la raccolta di lettere di Stato di Ferdinando I a 300 destinatari diversi (1486-1488), di tutti i quali curò la biografia: si tratta del Regis Ferdinandi Primi Instructionum Liber, edito nel 1916. Ma anche i più tardi Libri dei cerimoniali della Repubblica di Genova costituiscono un'opera monumentale.
Dal canto suo, il saggio su Federico d'Aragona e la fine del Regno di Napoli nel 1501, del 1908, mette in luce un aspetto nuovo di quegli avvenimenti, attraverso quella che oggi chiameremmo introspezione psicologica resa possibile dalle lettere originali e da altri documenti personali, gli uni e le altre fino allora inediti. Proprio in questo saggio l'autore chiarisce il proprio punto di vista sulla storia: egli intende non 
(citato da P. Gaspari)
Psicologia che si riflette anche nel Romanzo di una principessa di Sassonia, a partire da lettere amorose ovviamente d'archivio.
I suoi strumenti di corredo per l'archivio di Lucca sono importanti strumenti di ricerca, e ricordiamo che l'archivio di Lucca è stato quello dove è stato "inventato" il metodo storico di archiviazione, oggi affermato come unico metodo valido.
Ma è in araldica che Luigi Volpicella ha dato probabilmente il contributo più importante. Gli stemmi nelle scritture dell'archivio di Stato in Napoli elenca 1200 stemmi di famiglie nobili del Meridione, costituendo una delle più cospicue raccolte del genere. Anche a Lucca continuò il filone, pubblicando un Repertorio gentilizio per la città e lo Stato di Lucca, nel 1910. La sua consacrazione però è avvenuta postuma, con la pubblicazione solo nel 2008 di un manoscritto sulle regole dell'araldica italiana, il Dizionario del linguaggio araldico italiano, splendidamente illustrato dall'autore ed autorevolemente definito "il trattato più esauriente sulla materia".
In considerazione dei suoi meriti culturali e scientifici, a Volpicella sono state dedicate una via di Napoli nel quartiere Barra e la prima sala dell'Istituto italiano di studi storici.

## Opere principali
Luigi Volpicella è stato essenzialmente un ricercatore, erudito ed amante del particolare. Nel dedicare a Benedetto Croce il volume sugli Atlanti storici d'Italia, quasi programmaticamente disse: 

(tratto da Gaspari, pp. 19-20)
Queste sue "erbette", di cospicua importanza per molti degli argomenti su cui si applicò, sono per loro natura interdisciplinari, trattando di episodi di storia a partire dalla frequentazione delle scienze ausiliarie della storia; tuttavia nell'elencare le sue opere principali, può essere utile per una migliore schematicità abbozzare una suddivisione nei tre filoni fondamentali delle opere più prettamente storiche o storiografiche, delle opere più tecniche - bibliografiche o archivistiche -, ed infine di quelle più specificamente araldiche.

### Opere storiche e storiografiche
- Il campanone di Aquila e gli artefici che lo rifusero nel 1494, Napoli, 1891
- Le torri e il castello di Maddaloni, Vecchi, Trani, 1904
- Federico d'Aragona e la fine del regno di Napoli nel 1501, Ricciardi, Napoli, 1908
- Le artiglierie di Castel Nuovo nell'anno 1500, Pierro, Napoli, 1910
- L'anarchia popolare in Napoli nel gennaio 1799 da lettera inedita di Domenico Puccini, Pierro, Napoli, 1910
- La Signoria di Lucca alle nozze di Ferdinando I di Napoli con Giovanna d'Aragona, Baroni, Lucca, 1914
- Dissertazioni sopra i feudi della principessa di Gerace ed altre note di viaggio nella Calabria del 1768 di G. Attilio Arnolfini da Lucca (prefazione e note), Signoretta, Mileto, 1915
- Regis Ferdinandi Primi Instructionum Liber, con prefazione e note e con 300 biografie dei personaggi menzionati nel testo (curatore), Pierro, Napoli, 1916
- I libri dei cerimoniali della Repubblica di Genova, Don Bosco, San Pier d'Arena, 1921
- Una carta d'Arborea e Ponzio Pilato, Capanna, Pontremoli, s.d.

### Opere archivistiche e bibliografiche
- Gli statuti pel governo municipale della città di Bitonto e Giovinazzo, Napoli, 1881
- Bibliografia storica della provincia di Terra di Bari, Accademia reale delle scienze, Napoli, 1884-1887
- I sette inventari dell'archivio farnesiano, manoscritto
- Primo contributo alla conoscenza delle filigrane nelle carte antiche di Lucca, Dossena, Lucca, 1911
- Catalogo topografico delle scritture del r[egio] archivio di Lucca, manoscritto
- Gli atlanti storici d'Italia, Ricciardi, Napoli, 1921
- I cifrari in gergo. Nuovo istrumento di indagine storica, Le Monnier, Firenze, s.d.

### Opere araldiche
- Gli stemmi nelle scritture dell'archivio di stato in Napoli, Vecchi, Trani, 1905
- Repertorio gentilizio per la città e lo stato di Lucca compilato su fonti archivistiche (PDF), Lucca, Stab. tipografico A. Marchi, 1910. URL consultato il 29 ottobre 2020. Ospitato su Archivio di Stato di Lucca.
- Dizionario del linguaggio araldico italiano, con disegni dell'autore, a cura di Girolamo Marcello del Majno, Gaspari, Udine, 2008

### Altre opere
- Le imprese nella numismatica Aragonese di Napoli, Melfi & Joele, Napoli, 1912
- Il romanzo di una principessa di Sassonia (Luisa Carlotta di Borbone), Baroni, Lucca, 1916 (epistolario commentato)
- Pape satan Aleppe. Nuovo commento al primo verso del canto VII dell'Inferno, nella Divina Commedia, Fusi, Pavia, 1922
- Smalti e cammei di Teofilo Gautier, versione polimetrica, traduzione, Modernissima, Milano, 1923 (altra edizione con i disegni di Gennaro D'Amato, Capanna, Pontremoli, 1925)